# أدريان ديلغادو
أدريان ديلغادو (بالإسبانية: Adrián Delgado) هو ممثل فنزويلي، ولد في 14 مايو 1977 بكاراكاس في فنزويلا. بدأ مشواره المهني سنة 1997.

## وصلات خارجية
- أدريان ديلغادو على موقع IMDb (الإنجليزية)
- أدريان ديلغادو على موقع قاعدة بيانات الفيلم (الإنجليزية)